# Подольская (станция метро)
«Подольская» (укр. «Поді́льська») — проектируемая станция первой очереди Подольско-Вигуровской линии Киевского метрополитена. Согласно проекту, будет расположена на Подоле, около перекрёстка улиц Набережно-Луговой и Межигорской. Ранее планировалось, что станция будет расположена на эстакаде Подольско-Воскресенского моста. В 2008 году проект был изменён, станцию планируется строить подземной мелкого заложения.
На станции будет переход на станцию «Тараса Шевченко» Оболонско-Теремковской линии.
По состоянию на конец 2024 года строительство не начато, открытие планируется в составе первой очереди Подольско-Вигуровской линии.